# 串カツ
串カツ（くしカツ）は、肉や野菜などを串に刺し、衣を付けて油で揚げた日本の料理。地域によって食材や調理法、飲食法や呼称などが異なる場合がある。

## 歴史

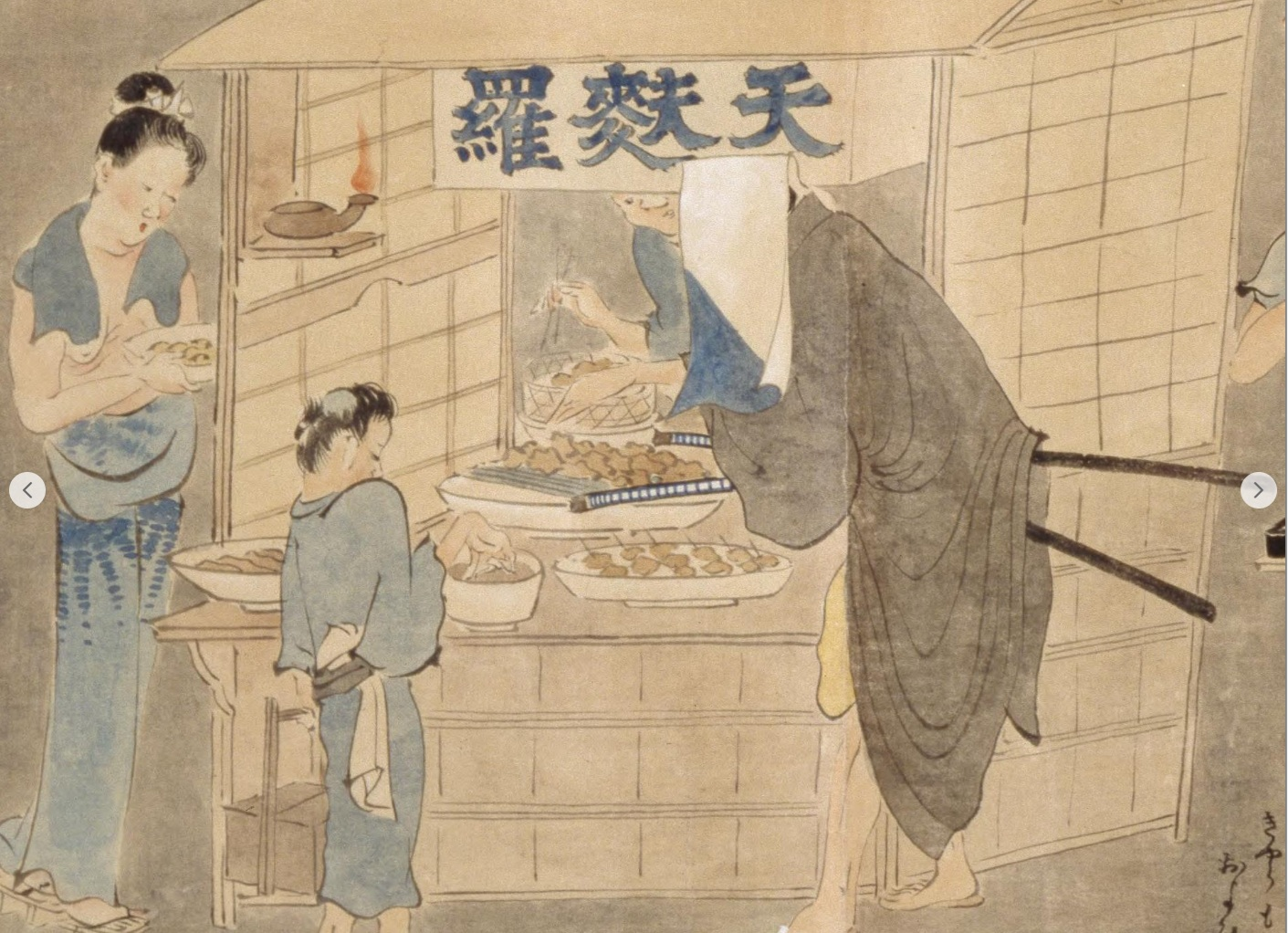
江戸時代の天婦羅屋 顔を隠した二本差しの男の下に串揚げの皿が見える。

発祥は不明。現在の串カツのようには原材料の中核に食肉を置かず、串に刺したてんぷらの一種と見なす場合、その発祥は江戸時代にまでさかのぼることが出来る。天明（1781-1789）の頃の黄表紙には点景としててんぷら屋が登場し、それらの挿絵には材料は串刺しにされていることも多く、今日でいう串揚げなどを含めてんぷらと呼ばれていたらしく、蜀山人の「左に盃をあげ、右にてんぷらを杖つきて」（『から誓文』）の一節から、当時のてんぷらの形状の一斑を伺うことができる。ただし「串カツ」の語義「カツ」の恐らくは語源であろうカツレツが食肉をメインとしパン粉を纏わせた揚げ（焼き）料理である事を想起すれば、串カツの発祥は明治の文明開化以降の事となるだろう。
同様な調理法の食品は明治末期から東京の下町で食べられていたとの見解がある。
東京の既存証言
- 「深川の高橋の通りは、夜店がにぎやかだったですよ。あそこで、子供のとき、はじめて洋食ってのを食べた。串かつだよ。二銭だったか、四銭だったか忘れたけど、子供が洋食食べたんです。」（『江東ふるさと文庫6』）岡島啓造氏は1903年（明治36年）東京深川生まれで、子どもの頃（明治時代末から遅くとも大正時代初め頃）に、串カツを食べた回想記述。
- 「大正四、五年から八年頃は、露店で牛めしが三銭から五銭、焼トリは一銭で二本。私は露店の焼トリの中では、肉フライというのが好きでした。油がなくて紫色をしたきれいな肉で、それを中へさしてパン粉をつけてあげて二銭でした。ただのフライてえと、ネギと肉と交互にさしてフライにしてくれる。で、ソースが共同でドブンとつけてたべる。それが好きでね。そういうのが、いまの伝法院の西側の庭の塀にずっと並んでいたわけです。」（『古老がつづる下谷・浅草の明治 大正 昭和1』）久我義男氏の記述。
- 1921年（大正10年）の創作落語「犬の肉」の挿絵に描かれた、東京の串カツ（フライ）屋台の絵（吉岡鳥平『甘い世の中』著書内○○頁、国会図書館蔵）
- 東京の屋台を描写した挿絵内に「洋食・イッピン料理・立ち食い」の文字（大道飲食店（二）一品西洋料理 『実業世界太平洋 1903年（明治36年）13号』より）

関西進出の提案
- 高橋北堂『小資本にして一躍成金たる金儲』（1917年（大正6年）、大阪の成々堂書店）「次は即ち牛肉のフライ屋で之は東京では到る處に見受けるが、大阪にては未だ之を見ぬ」「此商売は前にも述べた如く、大阪京都には未だ始めて居るものがない。依っていずれの地にても適するから、関西に於て開始したならば、珍らしくて中々流行すること請合だ」

関西への出店
- 1926年（昭和元年）「二カツ東京屋」創業。創業者、松下義信が大正時代初期に東京から大阪に移住し、屋台を引き始めた。「ええ、とても困りましたよ、二銭の串洋食と云つても、その頃はまだ理解されてゐませんでしたからね。あれは犬の肉だとか、猫の肉だとか云つて食つて呉れなかつたものです。働けど働けど、益々生活は困る一方です。」（東京屋松下義信氏を語る 穐村要作 『食通 1936年（昭和11年）7月号』）
- 京都には大正時代に「一銭洋食」として伝わる。

## 東日本地区

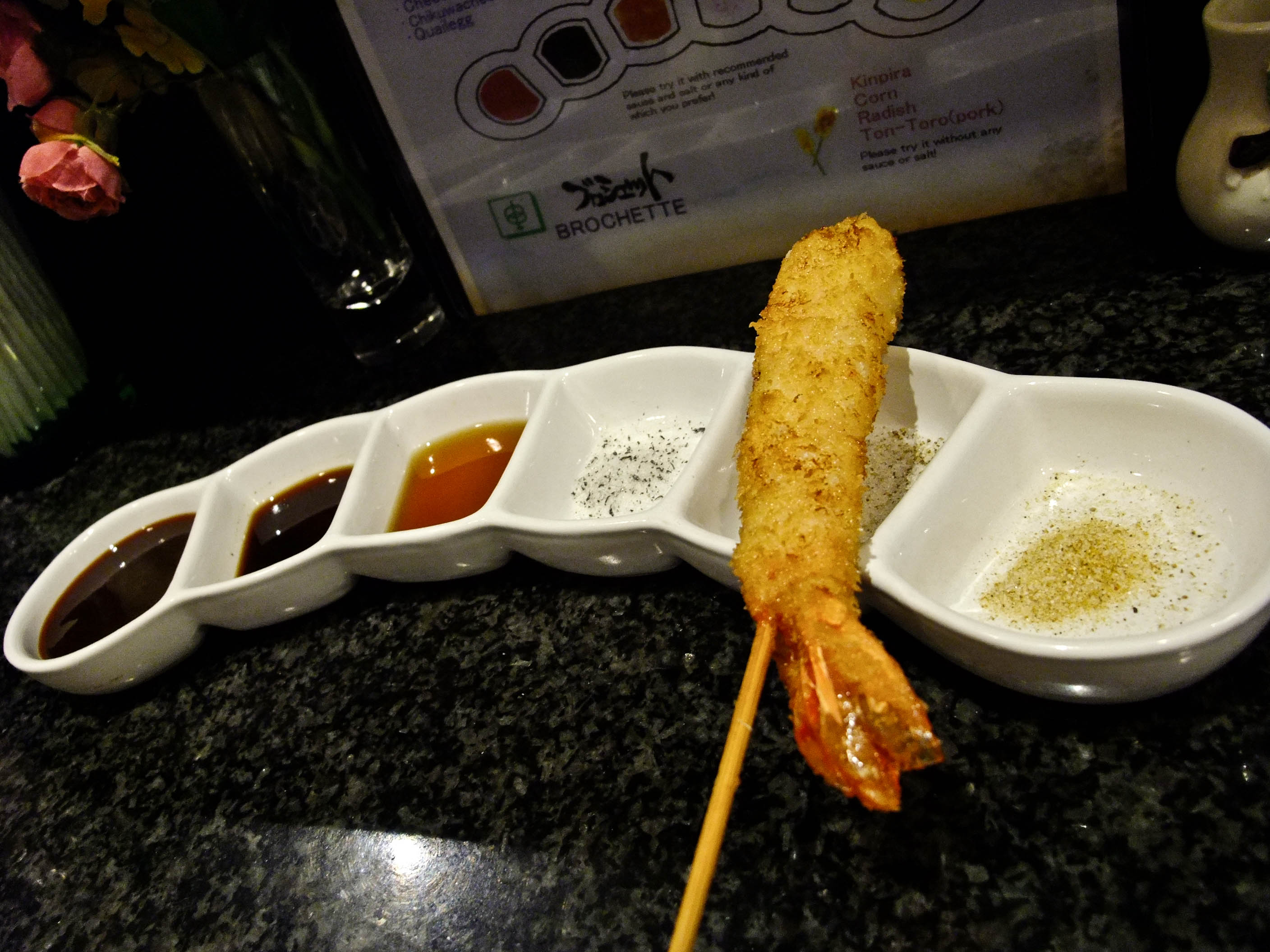
東京の串カツ

東日本地区（特に関東地方）においては、豚肉を3～4cm角に切ったものと、玉葱もしくは長葱を切ったものを交互に串に刺し、豚カツの要領でパン粉をまぶして揚げたものを「串カツ」と呼ぶ。惣菜として販売されるほか、定食屋やとんかつ専門店のメニューの一つとして千切りキャベツを添えて皿盛りで提供される。味付けにはとんかつソースや中濃ソースが用いられる。
この種の串カツが一般的な地方では、後述する大阪発祥の串カツのことは「串揚げ（くしあげ）」と呼んで区別することが多い。

## 中京地区

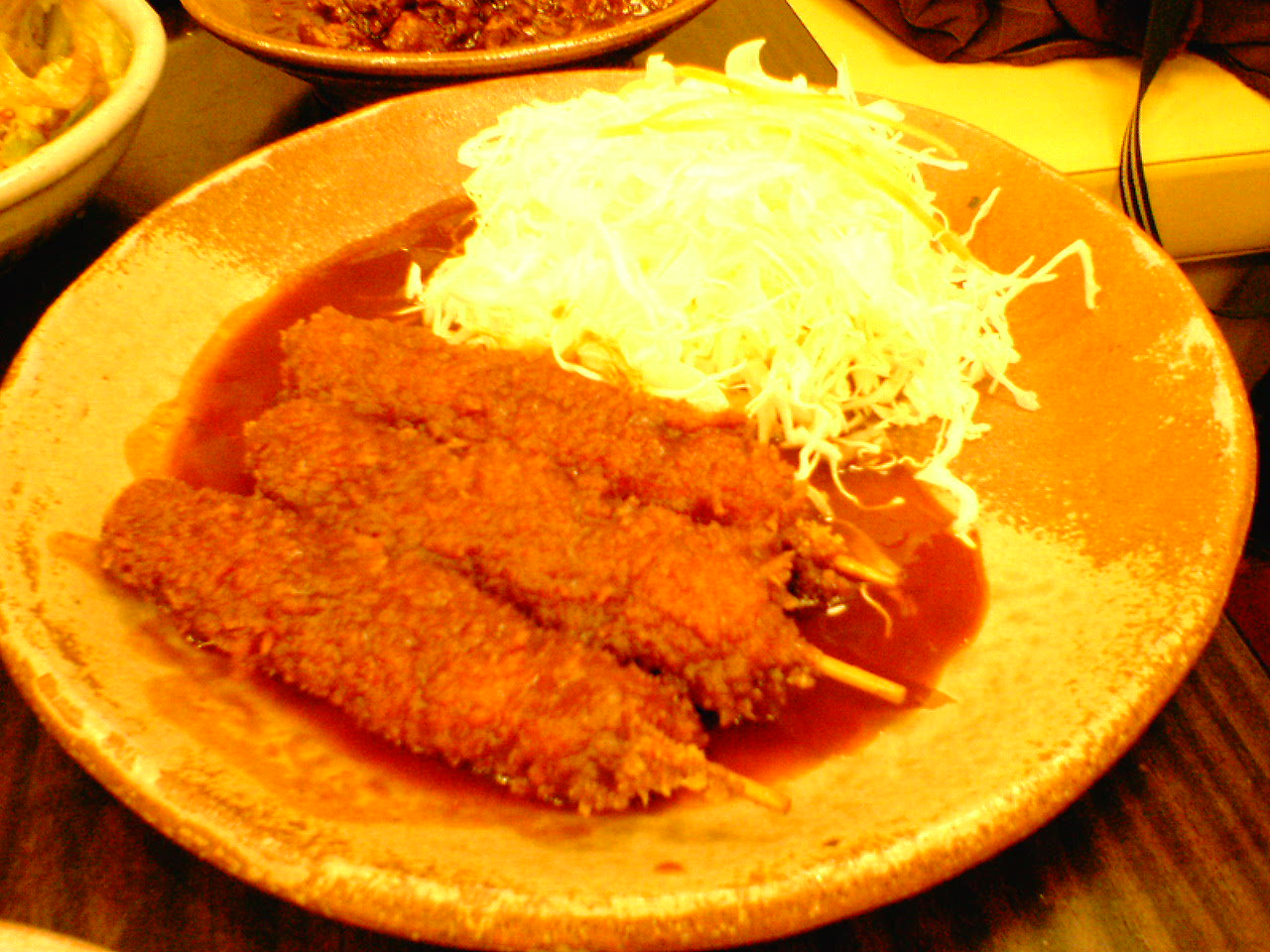
「矢場とん」のみそ串カツ

名古屋など中京地区でどて煮とともに串カツを供する店で頼めば、どて煮の八丁味噌の煮汁に串カツを浸けてくれる。なお、どて煮の汁に串カツを浸けて食べるのが名古屋めしのひとつである味噌カツの始まりとの説もある。
特に岐阜県海津市にある千代保稲荷神社門前の参道は数多くの串カツとどて串の店が軒を連ねている。客は軒先で立ったまま揚げたての串カツを自由に摘んで、どて串を煮込む鍋の味噌仕立ての煮汁に各自が漬け入れて食べる独特の光景が見られる。土日や祝祭日には、これらの店はいずれも大変な活況を見せており、千代保稲荷名物として非常に有名である。
名古屋市の一部の店舗では馬肉が用いられることがある。

## 西日本地区

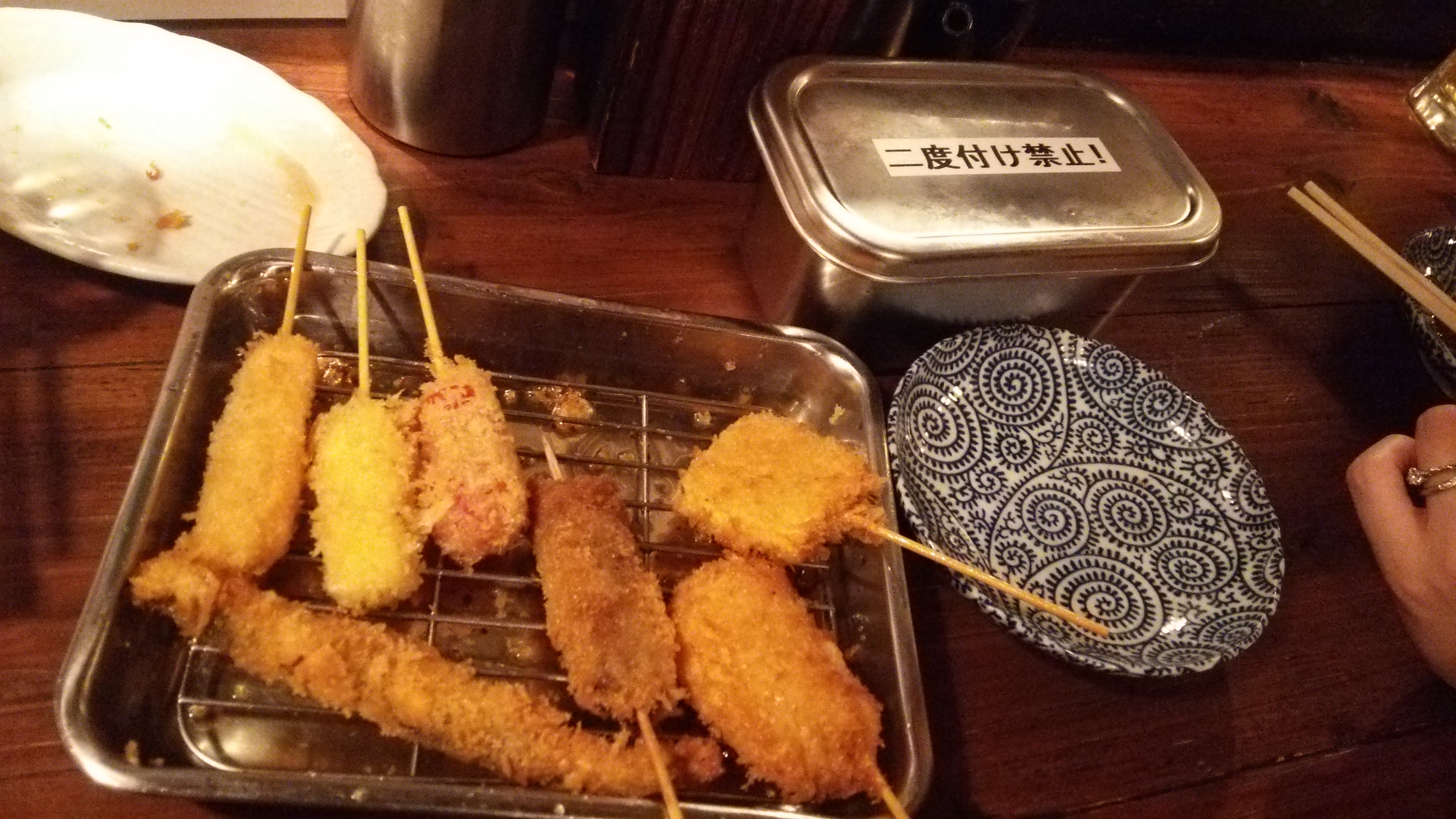
関西風の串カツ 関東以北では「串揚げ」とも呼ばれる

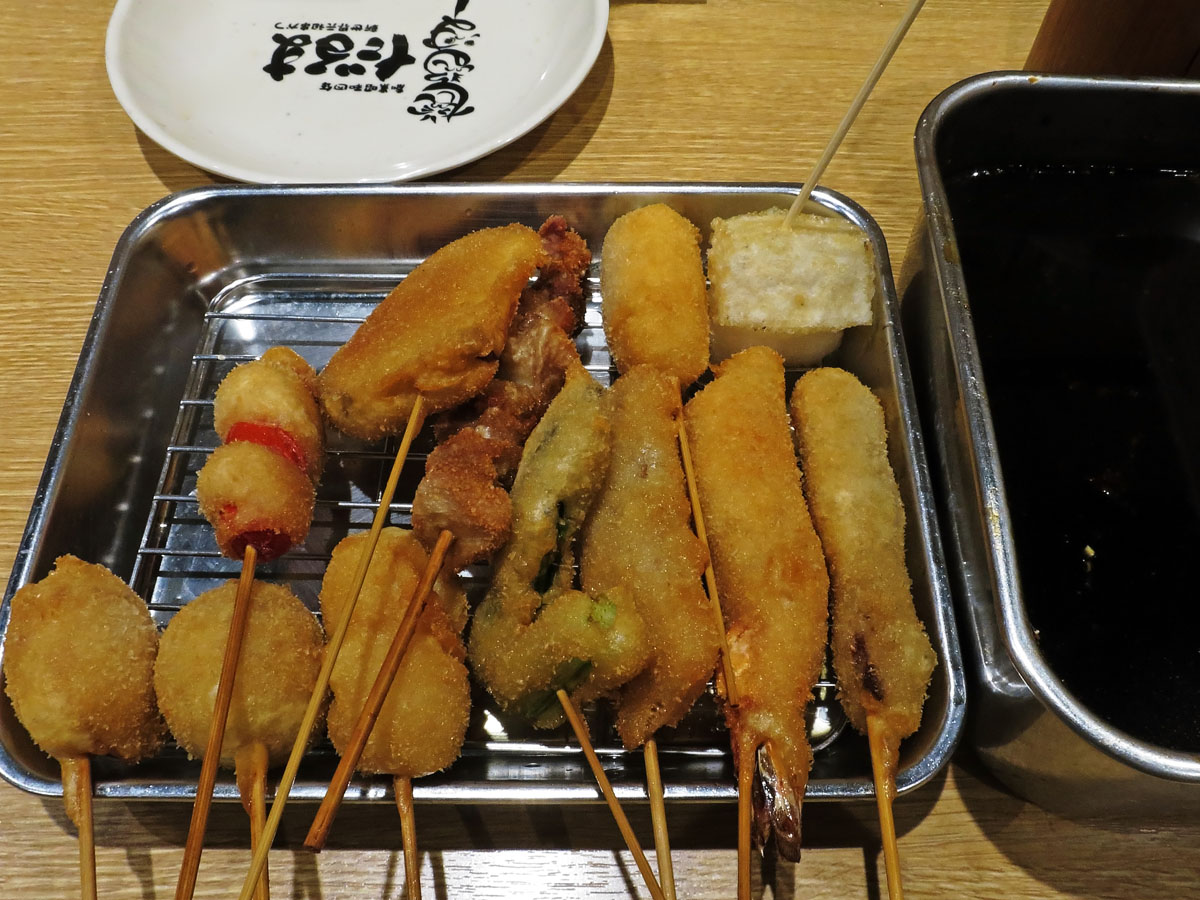
大阪「だるま」の串カツ

西日本（特に近畿地方）においては、小ぶりに切った牛肉や魚介類、野菜を個別に串に刺して衣をまぶして揚げた料理を指す。ただし東日本で一般的な豚肉と玉葱を用いた串カツが存在しないわけではなく、双方とも区別することなく串カツと呼んでいる。
大阪式の串カツは、1929年（昭和4年）に新世界に開店した「だるま」の女将が、釜ヶ崎の肉体労働者たちのために串に刺した一口サイズの肉を揚げて饗したのが始まりとされる。元々は牛串のみを串かつと呼んでいたが、その後に串揚げ全般を指すようになったという。さらに串かつが大阪名物と言われるようなったのは2000年代以降のことで、2001年に同店の後継者に後輩を送り込んだ赤井英和（俳優・タレント。元プロボクサー）が料理番組などで宣伝に励んだことが大きいという。
大阪を中心とする近畿地方の繁華街には立ち食いの串カツ店が存在する。関東、中京地方のものに比べ小ぶりな一口サイズで、様々な食材が串カツになる。数を捌くため手順は簡略化され、小麦粉をまぶしてから溶き卵をくぐらせる代わりに、水溶き小麦粉と卵液をあらかじめ混ぜた「バッター液（batter。「バッター」とは英語で「揚げ物の衣」のことである。）」や、業務用に配合された「バッター粉」を水で溶いて使用する店が多い。またパン粉は目の細かいものが使用され、山芋を使った滑らかな衣を用いる店もあるのが大阪式串カツの特徴である。
客席に置かれた共用のステンレス容器に入った、薄いウスターソースをベースに醤油や醸造酢などを配合した専用のソースに串カツを漬けて食べる形式の店が多い。このソースには衛生的な観点から、多くの店では二度漬け禁止のルールが設けられている。ただし、たいていの店では胃もたれを防ぐというキャベツが無料で提供されているため、二度漬け禁止であってもキャベツでソースを容器からすくってカツにかけることができる。なお、ソースについての日本語の掲示を理解しない外国人観光客が増加して問題になったため、専門の説明係を置く店舗も現われた。
近年は、様々な創作串カツをお好みやコースの形式で提供する店も多く存在する。そうした店ではそれぞれの客にソースやキャベツが用意され、二度漬け禁止の掲示もない。また、調味料も専用のソースだけでなく、各種の塩やタルタルソース、味噌、醤油、胡麻だれ等、独自の味付けがなされる。
テーブルに置かれた油が入った鍋で自らが揚げるセルフサービスや、食べ放題の形式を取る店舗も存在する。

### 使用される食材

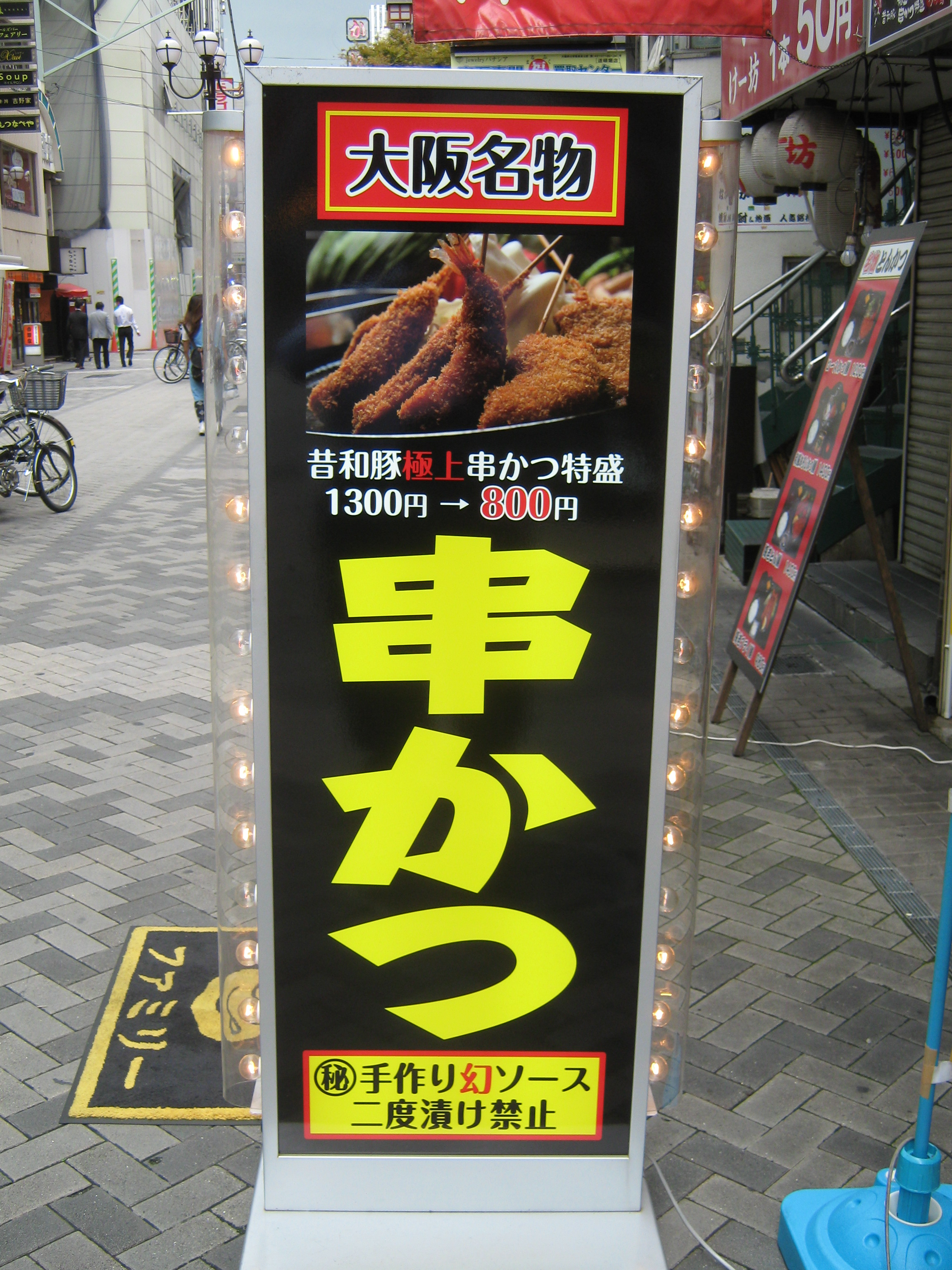
大阪の串カツ店

肉類
牛、豚、鶏、馬、鯨、ソーセージ、ハム、つくね、砂肝、とり皮、なんこつ
魚介類
アジ、キス、シシャモ、ワカサギ、ハモ、アナゴ、エビ、ホタテガイ、カキ、タコ、イカ、竹輪、はんぺん
野菜類
タマネギ、シイタケ、シシトウガラシ、ネギ、ナス、タケノコ、オクラ、プチトマト、ジャガイモ、サツマイモ、ナガイモ、ピーマン、レンコン、ゴボウ、カボチャ、ニンニク、ブロッコリー、アスパラガス
ミックス系
ピーマンの肉詰め、アスパラのベーコン巻き、チーズちくわ
その他
ウズラ卵、チーズ、餅、餃子、焼売、紅しょうが、イナゴ、最中、バウムクーヘン

## 串カツに関連した歌
- 串かつソング（シシュ・カバブ） - 江利チエミ
- クシカツはいっぽん - NHK「おかあさんといっしょ」で歌われている挿入歌。
- だるまのオッサンの歌 〜ソースの二度漬けは禁止やで〜 - 嘉門達夫[9][10]